# 胡友之
胡友之（1914年—1998年9月8日），男，直隶（今河北）安国人，中华人民共和国军事人物，中国人民解放军少将，曾任中国人民解放军总政治部组织部副部长。